# Centre mondial des légumes
Le Centre mondial des légumes (chinois : 亞蔬—世界蔬菜中心), connu précédemment sous le nom de « Centre asiatique de recherche et de développement des légumes », est un institut international, à but non lucratif, de recherche et développement sur les légumes. Il a été fondé en 1971 à Shanhua, dans le sud de Taïwan, par la Banque asiatique de développement, Taïwan, la Corée du Sud, le Japon, les Philippines, la Thaïlande, les États-Unis et le Viêt Nam.
Cet institut vise à réduire la malnutrition et à atténuer la pauvreté dans les pays en développement en améliorant la production et la consommation de légumes

## Recherche et développement

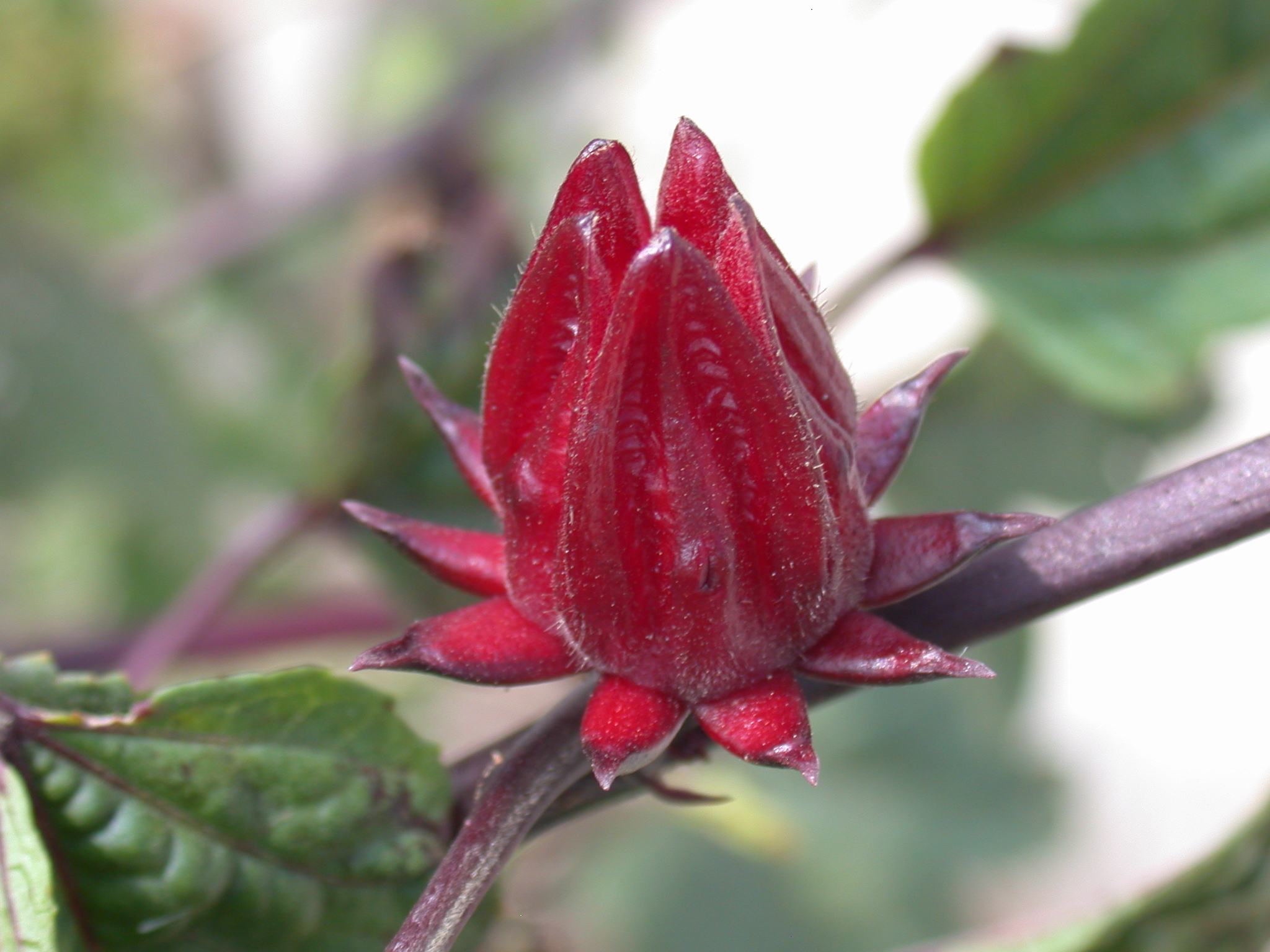
Roselle (Hibiscus sabdariffa), légume traditionnel riche en vitamine C.

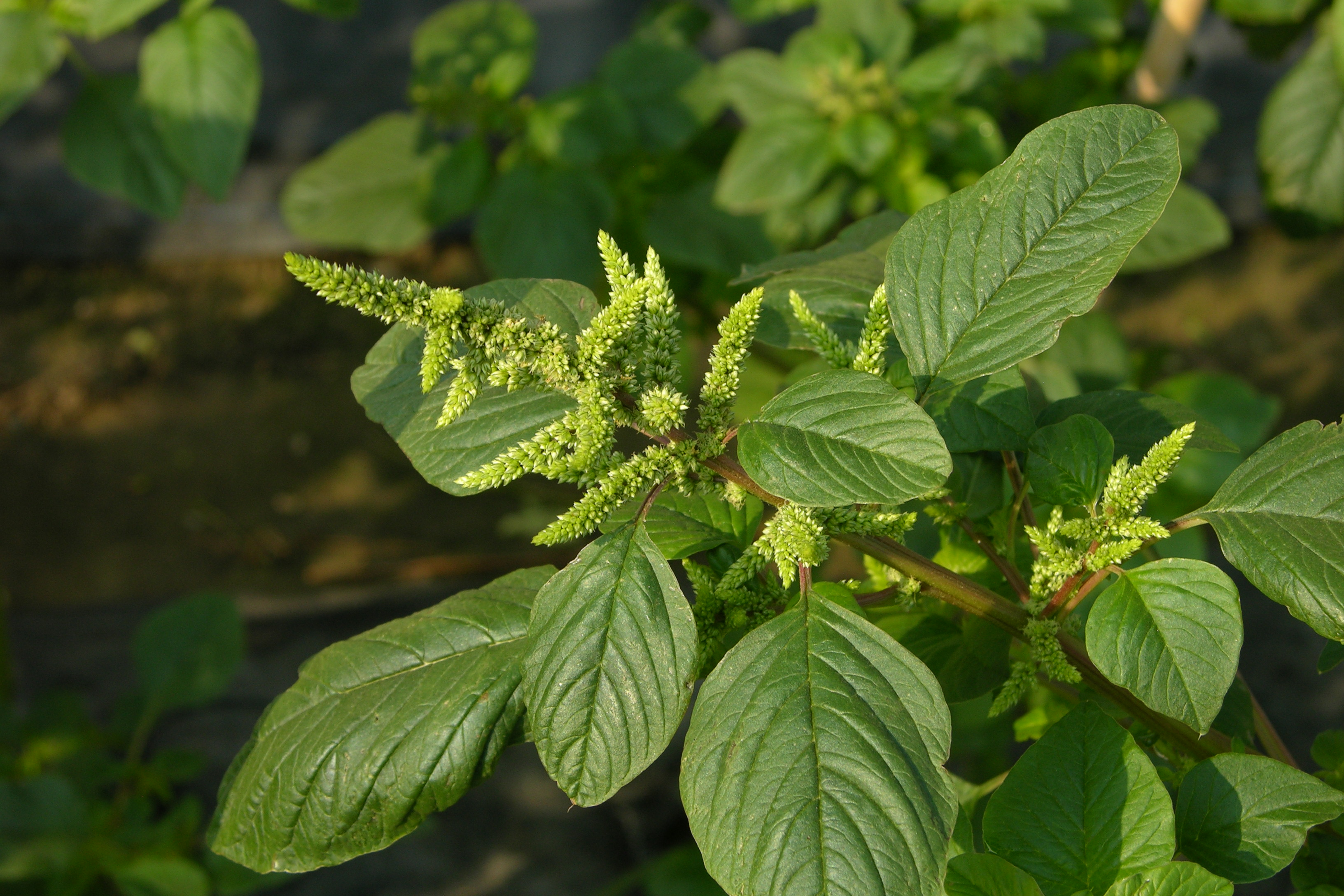
Amaranthe (Amaranthus spp.), légume vert traditionnel qui produit également des graines nutritives.

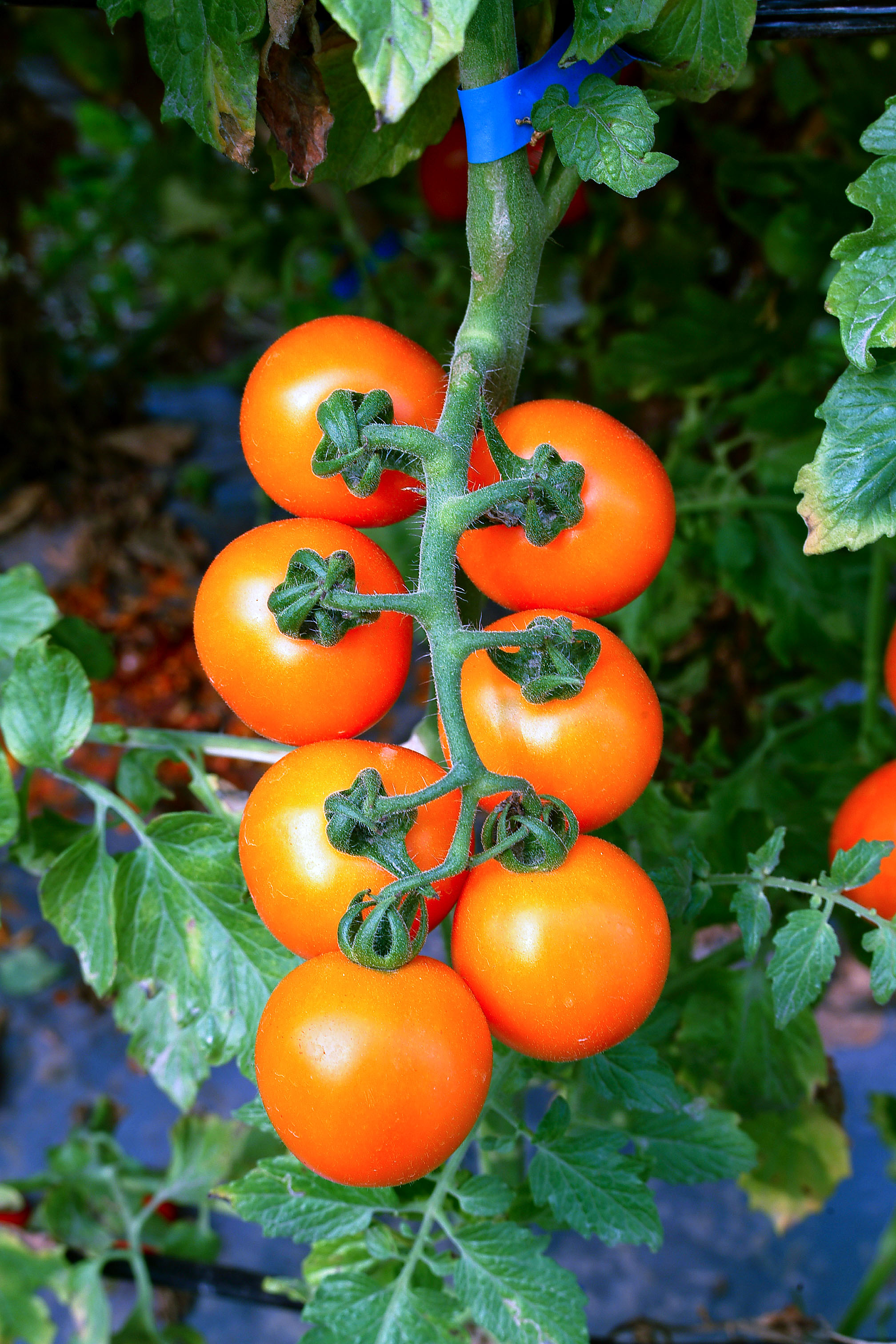
Variété de tomates cerises riche en bêta-carotène créée par le Centre mondial des légumes.

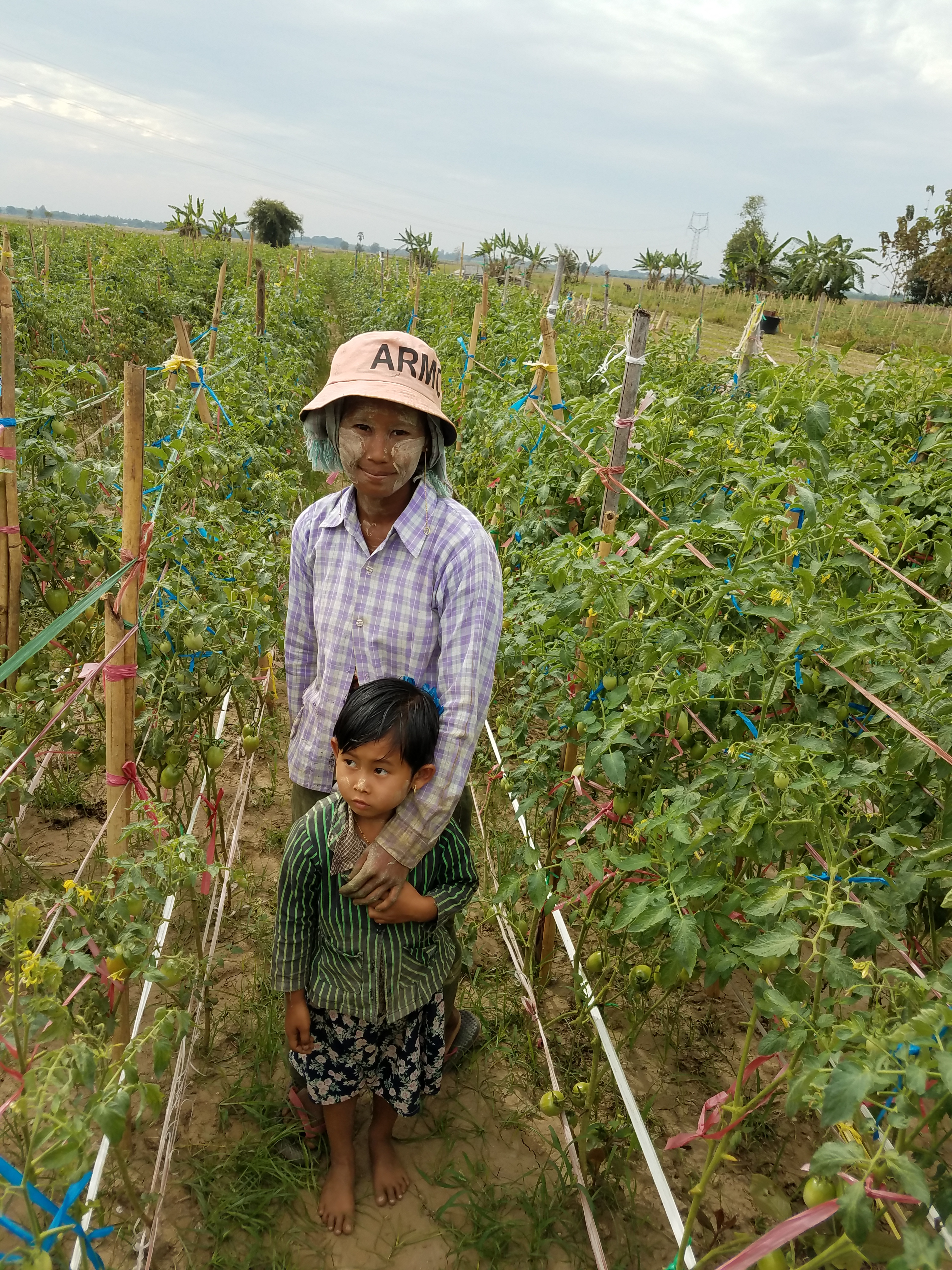
Producteur de tomates près de NayPyiTaw (Myanmar).

Les légumes, plantes cultivées de grande valeur, sont un facteur important dans les objectifs de développement durable du Programme des Nations unies pour le développement et du Centre mondial des légumes. Les légumes sélectionnés par le centre peuvent être utilisés dans les zones les plus pauvres, tant comme sources de revenus que comme remèdes aux carences en micronutriments.
Le portefeuille de plantes cultivées du Centre privilégie plusieurs groupes de légumes d’importance mondiale :
- Solanaceae : (tomates, poivrons, piments, aubergines),
- Alliums à bulbes  (oignons, échalotes, aulx)
- Cucurbitaceae : (concombres, citrouilles)

Les légumes indigènes ou traditionnels, en particulier ceux d'Asie et d'Afrique, constituent un autre domaine de recherche du Centre mondial des légumes. Les légumes indigènes sont des plantes domestiquées ou semi-sauvages qui sont cultivées dans des régions particulières en tant que partie intégrante d'un système alimentaire local. Beaucoup d'entre eux sont des cultures sous-utilisées, en particulier dans les régions où ils ne sont pas indigènes.

## Collection de  plasma germinatif
Une collection de plasma germinatif d'espèces et variétés de légumes est conservée par le Centre mondial des légumes. Cette collection est considérée comme étant la  plus grande et la plus diversifiée au monde. La collection elle-même contient plus de 60 000 accessions de 442 espèces différentes provenant de 156 pays,,.
AVGRIS (WorldVeg Vegetable Genetic Resources Information System), le système d’information sur les ressources génétiques végétales, donne accès à toutes les données du Centre associées à la conservation et à la gestion du matériel génétique, depuis l’enregistrement, la caractérisation, l’évaluation et l’inventaire des semences jusqu’à leur distribution

## Action contre le changement climatique
Selon le Public Broadcasting Service (PBS), « au Centre mondial des légumes, les experts s'intéressent aux espèces sauvages apparentées aux plantes domestiquées pour préserver le régime alimentaire humain des effets du changement climatique »,